# Assia Djebar
Fatima-Zohra Imalayen, més coneguda pel nom de ploma Assia Djebar (àrab: آسيا جبار, Āsiyā Jabār) (Cherchell, 30 de juny de 1936-París, 6 de febrer de 2015) fou una escriptora en llengua francesa, cineasta i professora universitària algeriana.
Va començar a publicar molt aviat, durant la Guerra d'Independència d'Algèria. Es va casar primerament amb Walid Gam (amb qui va escriure Rouge l'aube) i després amb Malek Alloula, també escriptor. Des de 1997 ensenyà literatura francesa a la Universitat de Baton Rouge, als Estats Units.
El 1999, va ser escollida membre de l'Académie royale de langue et de littérature françaises de Belgique. El 16 de juny de 2005 va ser elegida per ocupar el seient núm. 5 a l'Acadèmia francesa, com a successora de Georges Vedel. L'any 1996, va guanyar el Premi Internacional Neustadt de literatura i, l'any 2000, el Gran Premi de la Pau de la Fira de Frankfurt.
Morí el 6 de febrer de 2015 en un hospital de París després de patir una llarga malaltia, segons va informar la seva família.

## Obres principals

### Narrativa
- La Soif, 1957
- Les impatients, 1958
- Les Enfants du Nouveau Monde, 1962
- Les Alouettes naïves, 1967
- L'Amour, la fantasia, 1985
- Ombre sultane 1987
- Loin de Médine, 1991
- Vaste est la prison, 1995
- Le blanc de l'Algérie, 1996
- Femmes d'Alger dans leur appartement, 2002
- La femme sans sépulture, 2002
- La disparition de la langue française, 2003
- Nulle part dans la maison de mon père, 2008

### Poesia
- Poème pour une Algérie heureuse, 1969

### Teatre
- Rouge l'aube

## Cinema
- La Nouba des femmes du Mont Chenoua, 1977
- La Zerda ou les chants de l'oubli, 1979

## Obres traduïdes al català
- Les nits d'Estrasburg, 2002, traducció d'Anna Casassas, Barcelona: Edicions 62.
- Ombra sultana, 2002, traducció d'Anna Casassas, Barcelona: Edicions 62.
- Dones d'Alger en les seves estances, traducció d'Àngels Santa (col·laboració Maria Casañé) i epíleg de Maria Casañé, Lleida: Pagès Editors.

## Premis i reconeixements
- El 2000 va guanyar el Premi de la Pau del Comerç Llibreter Alemany concedit a la Fira del Llibre de Frankfurt.